# Tymoteusz Klupś
Tymoteusz Klupś, né le 26 février 2000 à Poznań en Pologne,  est un footballeur polonais qui évolue au poste d'ailier droit à l'Unia Swarzedz.

## Biographie

### En club
Tymoteusz Klupś est né à Poznań en Pologne et est un pur produit du centre de formation du Lech Poznań, club de sa ville natale. Il joue son premier match en professionnel le 18 février 2018, lors d'une rencontre d'Ekstraklasa face au Pogoń Szczecin. Il entre en toute fin de partie et son équipe s'impose sur le score de deux buts à zéro ce jour-là. Il prend part à sept rencontre lors de cette saison 2017-2018, toutes en championnat.
Klupś est davantage utilisé lors de la saison 2018-2019. Il inscrit son premier but en professionnel cette saison-là, le 16 décembre 2018 face au Zagłębie Sosnowiec. Il est titularisé lors de cette partie, et en plus de marquer un but il délivre également une passe décisive, contribuant ainsi à la victoire de son équipe (0-6).
En janvier 2020 il est prêté au Piast Gliwice pour quelques mois, où il fait trois apparitions.
Il fait ensuite son retour au Lech Poznań mais joue uniquement avec l'équipe réserve, sa progression étant notamment freinée par plusieurs blessures entre 2021 et 2022.
En fin de contrat à l'été 2022 avec le Lech Poznań, Tymoteusz Klupś rejoint librement le Zagłębie Sosnowiec. Le transfert est annoncé le 24 juin 2022 et il signe un contrat de deux ans, soit jusqu'en juin 2024,.
Le 16 février 2024, Tymoteusz Klupś rejoint l'Unia Swarzedz, en quatrième division polonaise. Il signe un contrat courant jusqu'en juin 2025. Il s'agit d'une trajectoire étonnante pour un joueur en qui beaucoup d'observateurs voyaient un bel avenir quelques années auparavant, lors de ses débuts.
Klupś marque son premier but pour le club le 16 mars 2024, lors d'une rencontre de championnat face au Błękitni Stargard. Titulaire, il ouvre le score et participe à la victoire de son équipe par trois buts à zéro.

### En sélection
Tymoteusz Klupś est à plusieurs reprises sélectionné avec les équipes de jeunes de Pologne. Le 17 mars 2016 il se fait remarquer avec les moins de 16 ans en inscrivant un doublé contre la République tchèque, permettant à son équipe de s'imposer (3-0).